# J2 League 2015
La J2 League 2015, también conocida como Meiji Yasuda J2 League 2015 por motivos de patrocinio, fue la decimoséptima temporada de la J2 League. Contó con la participación de veintidós equipos. El torneo comenzó el 8 de marzo y terminó el 23 de noviembre de 2015.
Los nuevos participantes fueron, por un lado, los equipos descendidos de la J. League Division 1: Omiya Ardija, Cerezo Osaka y Tokushima Vortis, quienes habían ascendido en 2004, 2009 y 2013 respectivamente. Por otro lado, el campeón de la J3 League: Zweigen Kanazawa, que tuvo su primera participación en este certamen.
El campeón fue Omiya Ardija, por lo que ascendió a Primera División. Por otra parte, salió subcampeón Júbilo Iwata, quien también ganó su derecho a disputar la J1 League. Además, Avispa Fukuoka ganó el torneo reducido por el tercer ascenso, de manera tal que se transformó en el último ascendido a la máxima categoría.
En lo que se refiere a descensos, Tochigi S.C. perdió la categoría después de terminar último en la tabla de posiciones y pasó a disputar la J3 League tras estar siete años en la segunda liga japonesa. Asimismo, Oita Trinita perdió la promoción con Machida Zelvia y también bajó de división; de esta manera, se convirtió en el primer equipo con pasado en la J1 League que disputó la tercera
categoría profesional.

## Ascensos y descensos
| Pos  | Descendidos de la J. League Division 2 2014 |
| ---- | ------------------------------------------- |
| 22.º | Kataller Toyama                             |

| Torneo | Ascendidos a la J2 League 2015 |
| ------ | ------------------------------ |
| J3     | Zweigen Kanazawa               |

| Pos | Ascendidos a la J1 League 2015 |
| --- | ------------------------------ |
| 1.º | Shonan Bellmare                |
| 2.º | Matsumoto Yamaga               |
| 6.º | Montedio Yamagata              |

| Pos  | Descendidos de la J. League Division 1 2014 |
| ---- | ------------------------------------------- |
| 16.º | Omiya Ardija                                |
| 17.º | Cerezo Osaka                                |
| 18.º | Tokushima Vortis                            |

## Reglamento de juego
El torneo se disputó en un formato de todos contra todos a ida y vuelta, de manera tal que cada equipo debió jugar un partido de local y uno de visitante contra sus otros veintiún contrincantes. Una victoria se puntuaba con tres unidades, mientras que el empate valía un punto y la derrota, ninguno.
Para desempatar se utilizaron los siguientes criterios:
1. Puntos
2. Diferencia de goles
3. Goles anotados
4. Resultados entre los equipos en cuestión
5. Desempate o sorteo

Los dos equipos con más puntos al final del campeonato ascenderían a la J1 League 2016.
El tercer ascenso fue determinado por un torneo reducido de dos rondas entre los equipos ubicados de la 3.ª a la 6.ª posición. En las semifinales jugarían el tercero contra el sexto por un lado y el cuarto contra el quinto por el otro; el mejor clasificado en la temporada sería local. En caso de empate en los 90 minutos, el club con mejor colocación en la J2 League avanzaría de ronda. La final tendría lugar en el Estadio Nagai, y el ganador ascendería a la J1 League 2016.
El último de la tabla de posiciones descendería automáticamente a la J3 League 2016, mientras que se jugarían dos partidos de promoción entre el penúltimo de la segunda división y el subcampeón de la J3 League 2015.

## Tabla de posiciones
| Pos. | Equipo              | Pts. | PJ | G  | E  | P  | GF | GC | Dif. | Ascenso o descenso                            |
| ---- | ------------------- | ---- | -- | -- | -- | -- | -- | -- | ---- | --------------------------------------------- |
| 1    | Omiya Ardija (C)    | 86   | 42 | 26 | 8  | 8  | 72 | 37 | +35  | Ascendido a J1 League 2016                    |
| 2    | Júbilo Iwata        | 82   | 42 | 24 | 10 | 8  | 72 | 43 | +29  | Ascendido a J1 League 2016                    |
| 3    | Avispa Fukuoka      | 82   | 42 | 24 | 10 | 8  | 63 | 37 | +26  | Reducido por el 3.er ascenso a J1 League 2016 |
| 4    | Cerezo Osaka        | 67   | 42 | 18 | 13 | 11 | 57 | 40 | +17  | Reducido por el 3.er ascenso a J1 League 2016 |
| 5    | Ehime F.C.          | 65   | 42 | 19 | 8  | 15 | 47 | 39 | +8   | Reducido por el 3.er ascenso a J1 League 2016 |
| 6    | V-Varen Nagasaki    | 60   | 42 | 15 | 15 | 12 | 42 | 33 | +9   | Reducido por el 3.er ascenso a J1 League 2016 |
| 7    | Giravanz Kitakyushu | 59   | 42 | 18 | 5  | 19 | 59 | 58 | +1   |                                               |
| 8    | Tokyo Verdy         | 58   | 42 | 16 | 10 | 16 | 43 | 41 | +2   |                                               |
| 9    | JEF United Chiba    | 57   | 42 | 15 | 12 | 15 | 50 | 45 | +5   |                                               |
| 10   | Consadole Sapporo   | 57   | 42 | 14 | 15 | 13 | 47 | 43 | +4   |                                               |
| 11   | Fagiano Okayama     | 54   | 42 | 12 | 18 | 12 | 40 | 35 | +5   |                                               |
| 12   | Zweigen Kanazawa    | 54   | 42 | 12 | 18 | 12 | 46 | 43 | +3   |                                               |
| 13   | Roasso Kumamoto     | 53   | 42 | 13 | 14 | 15 | 42 | 45 | −3   |                                               |
| 14   | Tokushima Vortis    | 53   | 42 | 13 | 14 | 15 | 35 | 44 | −9   |                                               |
| 15   | Yokohama F.C.       | 52   | 42 | 13 | 13 | 16 | 33 | 58 | −25  |                                               |
| 16   | Kamatamare Sanuki   | 51   | 42 | 12 | 15 | 15 | 30 | 33 | −3   |                                               |
| 17   | Kyoto Sanga         | 50   | 42 | 12 | 14 | 16 | 45 | 51 | −6   |                                               |
| 18   | Thespakusatsu Gunma | 48   | 42 | 13 | 9  | 20 | 34 | 56 | −22  |                                               |
| 19   | Mito HollyHock      | 46   | 42 | 10 | 16 | 16 | 40 | 47 | −7   |                                               |
| 20   | F.C. Gifu           | 43   | 42 | 12 | 7  | 23 | 37 | 71 | −34  |                                               |
| 21   | Oita Trinita        | 38   | 42 | 8  | 14 | 20 | 41 | 51 | −10  | Promoción J2/J3                               |
| 22   | Tochigi S.C.        | 35   | 42 | 7  | 14 | 21 | 39 | 64 | −25  | Descendido a J3 League 2016                   |

 Fuente: J. League Data Site: 2015 MEIJI YASUDA J2 LEAGUE League table
Criterios de clasificación: 1) puntos; 2) diferencia de goles; 3) número de goles marcados; 4) resultados entre los equipos en cuestión.

## Torneo reducido por el tercer ascenso

### Cuadro de desarrollo
|  | Semifinales | Semifinales      | Semifinales |              |   | Final          | Final | Final |  |
|  |             |                  |             |              |   |                |       |       |  |
|  |             |                  |             |              |   |                |       |       |  |
|  | 3           | Avispa Fukuoka   | 1           |              |   |                |       |       |  |
|  | 3           | Avispa Fukuoka   | 1           |              |   |                |       |       |  |
|  | 6           | V-Varen Nagasaki | 0           |              |   |                |       |       |  |
|  | 6           | V-Varen Nagasaki | 0           |              | 3 | Avispa Fukuoka | 1     |       |  |
|  |             |                  |             |              | 3 | Avispa Fukuoka | 1     |       |  |
|  |             |                  | 4           | Cerezo Osaka | 1 |                |       |       |  |
|  | 4           | Cerezo Osaka     | 4           | Cerezo Osaka | 1 | 0              |       |       |  |
|  | 4           | Cerezo Osaka     |             |              |   | 0              |       |       |  |
|  | 5           | Ehime F.C.       | 0           |              |   |                |       |       |  |
|  | 5           | Ehime F.C.       | 0           |              |   |                |       |       |  |
|  |             |                  |             |              |   |                |       |       |  |

### Semifinales
| 29 de noviembre de 2015, 15:35 (UTC+9) | Avispa Fukuoka | 1:0 (0:0) | V-Varen Nagasaki | Estadio Level-5, Fukuoka                               |                                                        |
|                                        | Wellington 48' | Reporte   |                  | Asistencia: 17.129 espectadores Árbitro(s): Ryūji Satō | Asistencia: 17.129 espectadores Árbitro(s): Ryūji Satō |

| 29 de noviembre de 2015, 15:34 (UTC+9) | Cerezo Osaka | 0:0     | Ehime F.C. | Estadio Nagai, Osaka                                    |                                                         |
|                                        |              | Reporte |            | Asistencia: 13.893 espectadores Árbitro(s): Jumpei Iida | Asistencia: 13.893 espectadores Árbitro(s): Jumpei Iida |

### Final
| 6 de diciembre de 2015, 15:37 (UTC+9) | Avispa Fukuoka | 1:1 (0:0) | Cerezo Osaka | Estadio Nagai, Osaka                                       |                                                            |
|                                       | Nakamura 87'   | Reporte   | Tamada 60'   | Asistencia: 29.314 espectadores Árbitro(s): Masaaki Iemoto | Asistencia: 29.314 espectadores Árbitro(s): Masaaki Iemoto |

Avispa Fukuoka se transformó en el tercer ascendido a la J1 League 2016.

## Promoción J2/J3
| 29 de noviembre de 2015, 12:33 (UTC+9) | Machida Zelvia    | 2:1 (1:1) | Oita Trinita | Estadio Atlético, Machida                                  |                                                            |
|                                        | Suzuki 45+2', 72' | Reporte   | Daniel 22'   | Asistencia: 8.629 espectadores Árbitro(s): Hiroyuki Kimura | Asistencia: 8.629 espectadores Árbitro(s): Hiroyuki Kimura |

| 6 de diciembre de 2015, 12:34 (UTC+9) | Oita Trinita | 0:1 (0:0) | Machida Zelvia | Estadio del Gran Ojo, Ōita                                 |                                                            |
|                                       |              | Reporte   | Suzuki 58'     | Asistencia: 14.217 espectadores Árbitro(s): Yūdai Yamamoto | Asistencia: 14.217 espectadores Árbitro(s): Yūdai Yamamoto |

Machida Zelvia ganó por 3 a 1 en el marcador global y ascendió a la J2 League para la temporada 2016, al mismo tiempo que Oita Trinita descendió a la J3 League.

## Máximos goleadores
| Posición | Futbolista        | Club                | Goles |
| -------- | ----------------- | ------------------- | ----- |
| 1        | Jay Bothroyd      | Júbilo Iwata        | 20    |
| 2        | Dragan Mrdja      | Omiya Ardija        | 19    |
| 3        | Rui Komatsu       | Giravanz Kitakyushu | 18    |
| 4        | Adailton          | Júbilo Iwata        | 17    |
| 5        | Masashi Oguro     | Kyoto Sanga FC      | 15    |
| 6        | Nejc Pečnik       | JEF United Chiba    | 14    |
| 7        | Ken Tokura        | Consadole Sapporo   | 13    |
| 7        | Ataru Esaka       | Thespakusatsu Gunma | 13    |
| 7        | Shohei Kiyohara   | Zweigen Kanazawa    | 13    |
| 7        | Kazuki Hara       | Giravanz Kitakyushu | 13    |
| 11       | Hiroaki Namba     | FC Gifu             | 12    |
| 11       | Kazuki Saito      | Roasso Kumamoto     | 12    |
| 13       | Akihiro Ienaga    | Omiya Ardija        | 11    |
| 13       | Kazuhisa Kawahara | Ehime FC            | 11    |
| 15       | Keiya Nakami      | Tochigi SC          | 10    |
| 15       | Shuto Minami      | Tokyo Verdy         | 10    |
| 15       | Diego Forlán      | Cerezo Osaka        | 10    |
| 15       | Keiji Tamada      | Cerezo Osaka        | 10    |

## Campeón
|                                  |
|                                  |
| Campeón Omiya Ardija 1.er título |